# Пегницкий цветочный орден
«Достохвальный Пе́гницкий пастушеский и цветочный орден» (нем. Löblicher Hirten- und Blumenorden an der Pegnitz, нем. Pegnesischer Blumenorden, лат. Societas Florigera ad Pegnesum) — немецкое литературное общество, ставшее центром барочной поэзии в Нюрнберге. Пегницкий цветочный орден — единственное литературное сообщество эпохи барокко, непрерывно существующее по настоящее время.
Члены Пегницкого ордена, названного по реке Пегниц, называли себя «пегницкими пастушками». По легенде, в 1644 году, в соответствии с модой того времени к готовящейся двойной свадьбе Георгу Харсдёрфферу и Иоганну Клаю заказали по эпиталаме. Автора лучшего произведения ожидал лавровый венок со вплетёнными в него цветами. Но два соперника галантно уступали пальму первенства друг другу так, что невозможно было присудить приз кому-то одному. Поэтому поэты выдернули себе из венка по одному цветку, подобрав к ним соответствующие девизы. Затем и другим поэтам было предложено вступить в этот союз. Члены ордена стали выбирать себе «пастушеские имена» и цветки в качестве символов. Например, Харсдёрффер носил в ордене имя Стрефон, выбрав себе в качестве символа майский ландыш.
По образцу итальянских литературных академий и «Плодоносного общества» князя Людвига Ангальтского, Пегницкий орден проповедовал литературные взгляды маринизма и был призван защищать чистоту немецкого языка от иностранного воздействия. Местом сбора членов общества был парк Иррхайн под Нюрнбергом. После смерти Харсдёрффера и Клая Пегницкий орден возглавил Зигмунд фон Биркен, член «Плодоносного общества». Пегницкий орден утратил своё значение к середине XVIII века, тем не менее в 1994 году отметил своё 350-летие, существует по настоящее время и выпускает журнал «Сообщения» (Mitteilungen).